# فرهنگ نمادها
فرهنگ نمادها (به فرانسوی: Dictionnaire des symboles) دانشنامه‌ای است که زیر نظر ژان شوالیه و آلن گربران با بیش از ۱۶۰۰ مقاله به زبان فرانسوی فراهم شده است.

## نویسندگان
- اوا دو ویتره مه‌یرویچ

## به فارسی
سودابه فضائلی این کتاب را در پنج جلد به فارسی ترجمه و به وسیلهٔ انتشارات جیحون منتشر کرده است. ویراستِ دوّمِ این ترجمه در سالِ ۱۳۹۹ در سه جلد به وسیلهٔ کتابسرای نیک منتشر شد.